# 旺济
旺济（法語：Vanzy，法語發音：[vɑ̃zi]）是法国上萨瓦省的一个市镇，位于该省西北部，属于圣于连昂热讷瓦区。

## 地理
旺济（46°1'46"N, 5°53'19"E）面积5.57 平方千米，位于法国奥弗涅-罗讷-阿尔卑斯大区上萨瓦省，该省份为法国东部省份，历史上为薩伏依的一部分，北与瑞士接壤，西接安省，南至萨瓦省，东与瑞士和意大利接壤。
与旺济接壤的市镇（或旧市镇、城区）包括：谢讷昂瑟米讷、克拉拉丰-阿尔西讷、德桑日。
旺济的时区为UTC+01:00、UTC+02:00（夏令时）。

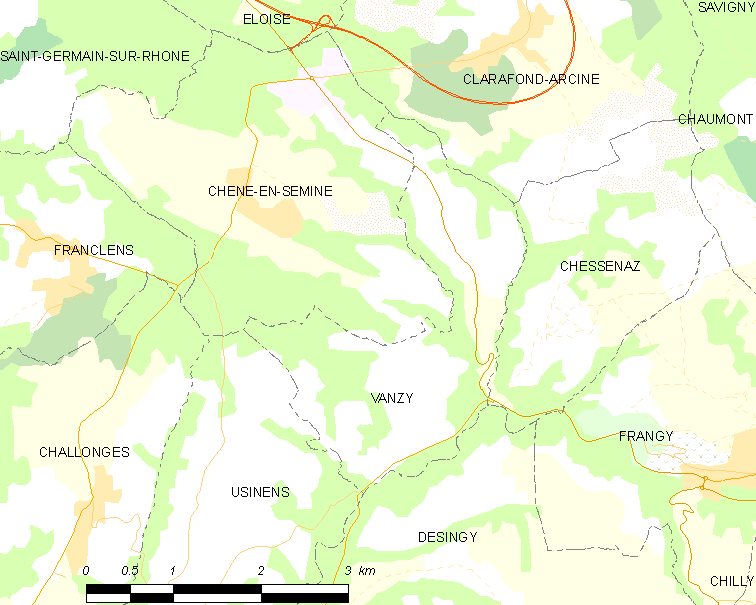
旺济的OSM定位图

## 行政
旺济的邮政编码为74270，INSEE市镇编码为74291。

## 政治
旺济所属的省级选区为圣于连昂热讷瓦县。

## 交通
上萨瓦省省道D314线、D992线和D1508线经过旺济境内，有客运巴士前往省会阿讷西及贝勒加德站。

## 人口

1962-2008年间旺济人口变化图示

旺济于2022年1月1日时的人口数量为350人。